# Altajskij rajon (Territorio dell'Altaj)
L'Altajskij rajon (in russo Алтайский район?) è un rajon del kraj di Altaj, nella Russia asiatica; il capoluogo è Altajskoe. Il rajon, istituito nel 1925, ha una superficie di 3 400 chilometri quadrati e una popolazione di circa 25 000 abitanti.